# Hills and Dales (Ohio)
Hills and Dales es una villa ubicada en el condado de Stark en el estado estadounidense de Ohio. En el Censo de 2010 tenía una población de 221 habitantes y una densidad poblacional de 264,18 personas por km².

## Geografía
Hills and Dales se encuentra ubicada en las coordenadas 40°49′44″N 81°26′38″O / 40.82889, -81.44389. Según la Oficina del Censo de los Estados Unidos, Hills and Dales tiene una superficie total de 0.84 km², de la cual 0.84 km² corresponden a tierra firme y (0%) 0 km² es agua.

## Demografía
Según el censo de 2010, había 221 personas residiendo en Hills and Dales. La densidad de población era de 264,18 hab./km². De los 221 habitantes, Hills and Dales estaba compuesto por el 92.76% blancos, el 0% eran afroamericanos, el 0% eran amerindios, el 6.33% eran asiáticos, el 0% eran isleños del Pacífico, el 0% eran de otras razas y el 0.9% pertenecían a dos o más razas. Del total de la población el 2.71% eran hispanos o latinos de cualquier raza.